# 일본 제국 육군의 사단 목록
다음은 일본 제국 육군의 사단을 종류별 기준으로 나열한 목록이다.

## 개요
일본 제국 육군의 사단은 천황을 호위하는 근위대와 일본 열도를 벗어나 각 전역에서 활동하던 정규사단, 적의 열도 상륙에 대비하여 세운 "본토 결전 제1, 2, 3차 병비" 계획에 의해 급히 편성한 기동타격사단(機動打撃師団 기도다게키시단[*], 초기에 결전사단(決戦師団 겟덴시단[*])이라 불렸다)과 연안배비사단(沿岸配備師団 엔간하이빈시단[*])으로 구성되어 있었다.
종전에 따라 군대가 해체되기 직전까지 종류별로 근위보병, 공수, 전차, 항공, 고사(현재의 방공, 방공포병) 사단이 편성되었다.

## 보병
- 근위대
  - 근위 제1사단
  - 근위 제2사단
  - 근위 제3사단
- 제1사단
- 제2사단
- 제3사단
- 제4사단
- 제5사단
- 제6사단
- 제7사단
- 제8사단
- 제9사단
- 제10사단
- 제11사단
- 제12사단
- 제13사단
- 제14사단
- 제15사단
- 제16사단
- 제17사단
- 제18사단
- 제19사단
- 제20사단
- 제21사단
- 제22사단
- 제23사단
- 제24사단
- 제25사단
- 제26사단
- 제27사단
- 제28사단
- 제29사단
- 제30사단
- 제31사단
- 제32사단
- 제33사단
- 제34사단
- 제35사단
- 제36사단
- 제37사단
- 제38사단
- 제39사단
- 제40사단
- 제41사단
- 제42사단
- 제43사단
- 제44사단
- 제45사단
- 제46사단
- 제47사단
- 제48사단
- 제49사단
- 제50사단
- 제51사단
- 제52사단
- 제53사단
- 제54사단
- 제55사단
- 제56사단
- 제57사단
- 제58사단
- 제59사단
- 제60사단
- 제61사단
- 제62사단
- 제63사단
- 제64사단
- 제65사단
- 제66사단
- 제67사단
- 제68사단
- 제69사단
- 제70사단
- 제71사단
- 제72사단
- 제73사단
- 제74사단
- 제79사단
- 제81사단
- 제84사단
- 제86사단
- 제88사단
- 제89사단
- 제91사단
- 제93사단
- 제94사단
- 제96사단
- 제100사단
- 제101사단
- 제102사단
- 제103사단
- 제104사단
- 제105사단
- 제106사단
- 제107사단
- 제108사단
- 제109사단
- 제110사단
- 제111사단
- 제112사단
- 제113사단
- 제114사단
- 제117사단
- 제118사단
- 제119사단
- 제120사단
- 제121사단
- 제122사단
- 제123사단
- 제124사단
- 제125사단
- 제126사단
- 제127사단
- 제128사단
- 제129사단
- 제130사단
- 제131사단
- 제132사단
- 제133사단
- 제134사단
- 제135사단
- 제136사단
- 제137사단
- 제138사단
- 제139사단

| 본토 결전 제1차 병비 연안배비사단 - 제140사단 - 제142사단 - 제143사단 - 제144사단 - 제145사단 - 제146사단 - 제147사단 - 제150사단 - 제151사단 - 제152사단 - 제153사단 - 제154사단 - 제155사단 - 제156사단 - 제157사단 - 제160사단 | 본토 결전 제2차 병비 기동타격사단 - 제201사단 - 제202사단 - 제205사단 - 제206사단 - 제209사단 - 제212사단 - 제214사단 - 제216사단 | 본토 결전 제3차 병비 기동타격사단 - 제221사단 - 제222사단 - 제223사단 - 제224사단 - 제225사단 - 제229사단 - 제230사단 - 제231사단 - 제232사단 연안배비사단 - 제303사단 - 제308사단 - 제312사단 - 제316사단 - 제320사단 - 제321사단 - 제322사단 - 제344사단 - 제351사단 - 제354사단 - 제355사단 |

## 병종 특화
| 고사 - 고사 제1사단 - 고사 제2사단 - 고사 제3사단 - 고사 제4사단 | 공수 - 제1정진집단 | 전차 - 전차 제1사단 - 전차 제2사단 - 전차 제3사단 - 전차 제4사단 |

## 같이 보기
- 야전군/방면군/총군
- 여단
- 연대

## 참고 자료
- “日本陸海軍事典” (일본어). 2010년 5월 16일에 원본 문서에서 보존된 문서. 2013년 11월 8일에 확인함.